# 大洼战斗
大洼战斗是第二次国共内战第二次四平战役中，国共双方的一次战斗。
1946年4月8日，国军一部计划对四平进行迂回。林彪一面命令一个团节节抗击冒进的国军87师两个团诱其深入，一面调集14个团兵力在大洼和金山堡一带部下口袋，参加了战斗的中共将领梁必业说：“原定1团、2团并肩突破。快打响了，林彪说不行，重新调整。两个团摆在一起，梯次配备，前边摆一个营，后边摆两个营，再后边还是。前边突破一段，后边的接上去攻击，每支部队都是生力军，很快就突破了。”
结果东北民主联军得胜，缴获汽车30辆及大批辎重。